# Arabie saoudite aux Jeux olympiques d'hiver de 2022
L'Arabie saoudite participe aux Jeux olympiques d'hiver de 2022 à Pékin en Chine du 4 au 20 février 2022.
Il s'agit de sa première participation à des Jeux d'hiver, le pays étant considéré comme un pays tropical, n'ayant aucun structure adaptée aux sports d'hiver présente sur son territoire.

## Ski alpin
Deux skieurs alpins ont pu satisfaire aux critères pour décrocher leurs qualifications : Fayik Abdi en slalom géant et Salman Al-Howaish en slalom. Un seul quota étant délivré au pays, le comité national à choisi Abdi comme représentant de la délégation saoudienne mais, en reconnaissance de leur exploit historique, les deux athlètes se partagent à parts égales la récompense financière de leur qualification pour les Jeux olympiques. 
| Athlète    | Épreuve      | 1re manche    | 1re manche | 2e manche     | 2e manche | Total         | Total |
| Athlète    | Épreuve      | Temps         | Rang       | Temps         | Rang      | Temps         | Rang  |
| ---------- | ------------ | ------------- | ---------- | ------------- | --------- | ------------- | ----- |
| Fayik Abdi | Slalom géant | 1 min 21 s 44 | 51e        | 1 min 25 s 41 | 45e       | 2 min 46 s 85 | 44e   |